# (28196) Szeged
(28196) Szeged est un astéroïde de la ceinture principale.

## Description
(28196) Szeged est un astéroïde de la ceinture principale. Il fut découvert le 15 décembre 1998 à Piszkesteto par Krisztián Sárneczky et László L. Kiss. Il présente une orbite caractérisée par un demi-grand axe de 2,35 UA, une excentricité de 0,05 et une inclinaison de 7,0° par rapport à l'écliptique.

## Compléments